# Абаза Костянтин Костянтинович
Костянти́н Костянти́нович Абаза́ (нар. 18 (30) травня 1841, село Докторівка Верхньодніпровського повіту Катеринославської губернії — 5 (18) серпня 1905, Ізмаїл, нині Одеської області, Україна) — військовий історик, письменник і педагог.

## Біографія
Костянтин Костянтинович Абаза належав до роду Абаза, що вів свій родовід від молдавського боярина Іллі Андрійовича Абази . Його нащадки у 17 столітті переїхали до України. Батько Костянтина — Костянтин Дмитрович Абаза — народився 28 липня (9 серпня) 1804 року в козацько-старшинській родині України-гетьманщини. а 30 жовтня (11 листопада) 1836 року став ротмістром. Мати Костянтина — Софія Олександрівна фон Циглер — була донькою майора . У Костянтина була старша сестра Анастасія (народилася 14(26) листопада 1837 року), молодша сестра Марія (народилася 3(15) серпня 1848 року), двоє молодших братів — Василь (народився 31 грудня 1844 року, за новим стилем — 12 січня 1845 року) та Іван (народився 24 травня (5 червня) 1846 року). Обидва брати 1880 року стали штабс-ротмістрами, Василь у 1881—1884 роках був дільничим мировим суддею у Санкт-Петербурзі.
Костянтин Абаза 1859 року закінчив Полтавський кадетський корпус.
Під час служби в артилерії звернув на себе увагу завдяки успіхам його учнів-солдатів у засвоєнні грамотності та спеціальних знань.
У 1871—1875 роках викладав у Чугуївській центральній школі для нижніх чинів. Потім довго був інспектором у Санкт-Петербурзькому піхотному юнкерському училищі, згодом — заступник начальника та виконувач обов'язків начальника училища. Неодноразово читав лекції для вихованців військових навчальних закладів і офіцерів за методикою початкового навчання грамоти.
Від 1892 року полковник у відставці. Жив в Ізмаїлі, з 1902 був там мировим суддею.

## Співпраця з журналами та газетами
Співпрацював із журналами «Читальня народной школы» (1888), «Досуг и дело» (1889), «Родина» (1880—1890-і). Друкував статті з історії та природознавства в газетах «Русский инвалид», «Голос», «Санкт-Петербургские ведомости», «Гражданин». У журналі «Родник» друкувалися його нармси для дітей на військово-історичні теми.

## Найголовніші праці
- «Книга для початкового читання у військах» (1871) — уклав спільно з Миколою Петровичем Столп'янським.
- «Керівництво для навчання в початкових військових школах» (1873) — у співавторстві.
- «Книга для читання у військових школах і казармах, у школах недільних і вечірніх класах для дорослих» (1880).
- «Азбука для застосування в початкових військових школах і в школах для навчання грамоти дорослих узагалі» (1883).
- «Настанова, як вчити грамоти солдатів» (1887).
- «Загальнодоступна воєнно-історична хрестоматія» (1887). Перевидано як «Героїчні оповідання. Народи Сходу та Заходу» (1900) та «Вітчизняні героїчні оповідання» (1901).
- «Нариси зі стародавнього козачого побуту в загальнодоступному викладі» (1890).
- «Завоювання Туркестану» (1901).
- «Бесіди про японця» (1904, 1905) — два випуски, призначені для солдат.

## Електронні джерела
- Абаза Костянтин Костянтинович [Архівовано 9 січня 2007 у Wayback Machine.] (російською мовою)
- Сайт історика Сергія Володимировича Волкова. Колекція фотографій